# Саобраћај у Италији
Република Италија спада у велике земље Европе и представља средишњу земљу Средоземља, што да је изванредне услове за развој прометног саобраћаја. Италија има развијен друмски, железнички, ваздушни и водени саобраћај, посебно поморски. Рим, као престоница Италије, и Милано, као њено најважније привредно средиште, представљају не само главне саобраћајне чворове у држави, већ и у овом делу Европе.

## Железнички саобраћај
У Италији постоји више железничких предузећа, од којих је највећа и најпознатија железничка компанија Трениталија. Италијанска железница је веома развијена и може се рећи да свако значајније место у земљи има железничку станицу и везу железницом. Велики градови се полако међусобно повезују брзом железницом, која се интензивно изграђује.
Укупна дужина железничке мреже стандардног колосека у Италији је 19.394 km (1998. године), од чега на железницу стандардног колосека отпада 18.071 km. Електрификовано је 11.322 km железнице. Постоје је и пруге уског колосека са укупном дужином од 1.323 km. Ова железница се данас користи више у туристичке сврхе.
Најважније железничко чвориште у земљи је Милано, где се укршатју пруге са Апенинског полуострва и из Европе. Остала важна железничка чворишта са великим железничким станицама су: Рим, Болоња, Бари, Фиренца, Ђенова, Напуљ, Палермо, Торино, Венеција.

Најважније железничке пруге у Италији су оне које примају возове великих брзина:
- Торино - Милано, у изградњи
- Милано - Верона - Венеција, у развоју
- Милано - Болоња - Фиренца - Рим - Напуљ, у изградњи
- Напуљ - Сицилијански мост - Палермо, у изградњи
- Милано - Ђенова, у изградњи
- Милано - Лион (у Француској), у развоју

У Италији постоји и веома развијена мрежа градске железнице. Велики број градова поседује трамвајски систем, а више већих градова поседује метро систем:
- Милано - 3 линије + 1 једна у изградњи, (погледати: Милански метро)
- Рим - 2 линије + 1 једна у изградњи, (погледати: Римски метро)
- Напуљ - 2 линије + 1 једна у изградњи, (погледати: Напуљски метро)
- Ђенова - 1 линија, (погледати: Ђеновски метро)
- Катанија - 1 линија, (погледати: Катанијски метро)
- Торино - 1 линија, (погледати: Торино метро)
- Брешија - 1 једна линија у изградњи, (погледати: Брешијски метро)
- Болоња - 1 једна линија у изградњи, (погледати: Болоњски метро)

Железничка веза са суседним земљама:
- Словенија - да
- Аустрија - да
- Швајцарска - да
- Француска - да
- Сан Марино - да
- Ватикан - да

## Друмски саобраћај
Укупна дужина друмских путева у Италији је 654.676 km, сви са чврстом подлогом (1998. година). Дужина ауто-путева тренутно износи око 7000 km, а очекује се и изградња нових деоница. Треба нагласити да Италија, упркос врло израженом планинском крајолику у већем делу земљу, поседује веома савремену путну мрежу на свим нивоима, од државних ауто-путева до сеоских путева.
Данашњи државни ауто-путеви повезују све важније градове у држави, посебно са Римом и Миланом, као и престоницама и великим градовима суседних земаља. Многи ауто-путеви прате линије главних железница. Они се углавном пружају трасама Европских коридора, а носе двозначне називе „А+број“. Поред класичних ауто-путева постоји и кружни ауто-путеви око великих градова или „прстени“ (тзв. Тангенцијале), као и ауто-путне везе између блиских главних ауто-путева (тзв. Бретеле) и између градова без пролазних ауто-путева и њима најближих главних ауто-путева (тзв. Ракорди).
Најважнији државни ауто-путеви су:
- А1 или „Ауто-пут сунца“, Милано - Болоња - Фиренца - Рим - Напуљ, укупна дужина 760 km.
- А3, Напуљ - Салерно - Ређо ди Калабрија, укупна дужина 495 km.
- А4 или „Серенисима ауто-пут“, Торино - Милано - Верона - Венеција - Трст - Словенија.
- А5 или „Аоста ауто-пут“, Торино - Аоста - Француска.
- А6 или „Вердамаре ауто-пут“, Торино - Савона.
- А7 или „Серавале ауто-пут“, Милано - Ђенова.
- А8 или „Ауто-пут језера“, Варезе - Милано.
- А9, Милано - Комо - Швајцарска, укупна дужина 42 km.
- А10 или „Ауто-пут цвећа“, Ђенова - Савона - Санремо - Француска (Аузрна обала).
- А11 или „Фиренца - море“, Фиренца - Пиза.
- А12 или „Плави ауто-пут“, Ђенова - Ла Специја - Пиза - Ћивитавекија.
- А13, Падова - Ферара - Болоња.
- А14 или „Јадрански ауто-пут“, Болоња - Римини - Анкона - Пескара - Бари - Таранто, укупна дужина 743 km.
- А15 или „Ауто-пут Дел Ћиза“, Парма - Ла Специја.
- А16 или „Ауто-пут два мора“, Напуљ - Каноза.
- А18, Месина - Катанија.
- А19, Палермо - Ена - Катанија.
- А20, Месина - Палермо.
- А21 или „Ауто-пут вина“, Торино - Алесандрија - Пјаченца - Бреша.
- А22 или „Ауто-пут Бренеро“, Модена - Верона - Тренто - Болцано - Аустрија.
- А23 или „Ауто-пут Алпи-Јадран“, Палманова - Удине - Аустрија.
- А24 или „Ауто-пут паркова“, Рим - Л'Аквила - Терамо, укупна дужина 114 .
- А25, Пескара - Боргорозе, укупна дужина 114 .
- А26 или „Ауто-пут тунела“, Ђенова - Алесандрија - Новара, укупна дужина 197 km.
- А27, Венеција.
- А28, Конељано - Портогруаро.
- А29, Палермо - Мазара дел Вало.
- А30, Казерта - салерно.
- А31 или „Валдаско Ауто-пут“, Тренто - Вићенца.
- А32 или „Фрејус ауто-пут“, Торино - Француска.

## Водени саобраћај
Италија је приморска и средоземна земља и има много великих поморских лука. Такође, под заставом Италије плови 427 трговачких бродова са више од 1000 регистарсих тона. Највећа италијанска лука је Ђенова, позната и на новоу целог света. Велике луке су: Ла Специја, Ливорно, Напуљ, Каљари, Месина, Палермо, Катанија, Бриндизи, Бари, Анкона, Венеција, Трст.
Са друге стране, копнени саобраћај, мада дужине 2400 km, је слабо развијен и није међународног значаја. Разог овоме је што већина река мала и кратка, са плитким коритом и веома променљивог водостаја (лети неке реке и пресуше). Саобраћај по језерима такође је мањем значаја и више као саставни део туризма.
Посебан случај представља Венеција, једини светски познат град где је преовлађујућа врста градског превоза пловилима кроз многобројне канале.

## Гасоводи и нафтоводи
Нафтовод: Дужина токова је 1.703 km.
Гасовод: Дужина токова је 19.400 km.

## Ваздушни транспорт
У Италији постоји неколико авио-компанија, од којих је најпознатија Алиталија, једна од најважнијих у целој Европи.
У држави постоји 230 званично уписаних аеродрома, од тога је са тврдом подлогом 133. У држави чак 51 аеродром има IATA код (IATA Airport Code) и, самим тим, међународни значај. Два аеродрома су међународног значаја (тзв. „хабови")и то су:
- Међународни аеродром „Малпенса“ у Милану - MXP
- Међународни аеродром „Леонардо да Винчи“ у Риму, познат и као Фијумичино - FCO

Поред њих важни аеродроми у држави су и:
- Међународни аеродром „Енбрико Форланини“ Линате у Милану - LIN
- Међународни аеродром „Марко Поло“ у Венецији - VCE
- Међународни аеродром „Америго Веспучи“ у Фиренци - FLR
- Међународни аеродром „Кристифор Колумбо“ у Ђенови - GOA
- Међународни аеродром „Фалконе и Борселино“ у Палерму - PMO
- Међународни аеродром „Сандро Пертини“ у Торину - TRN
- Међународни аеродром „Гуљермо Маркони“ у Болоњи - BLQ
- Међународни аеродром „Уго Ниута“ у Напуљу - NAP
- Међународни аеродром „Рончи ди Легионари“ у Трсту - TRS

У Италији је званично уписан и 5 хелиодрома.